# Templo de Zeus Olímpico
Nota: se procura o templo de mesmo nome em Agrigento consulte Templo de Zeus Olímpico (Agrigento)

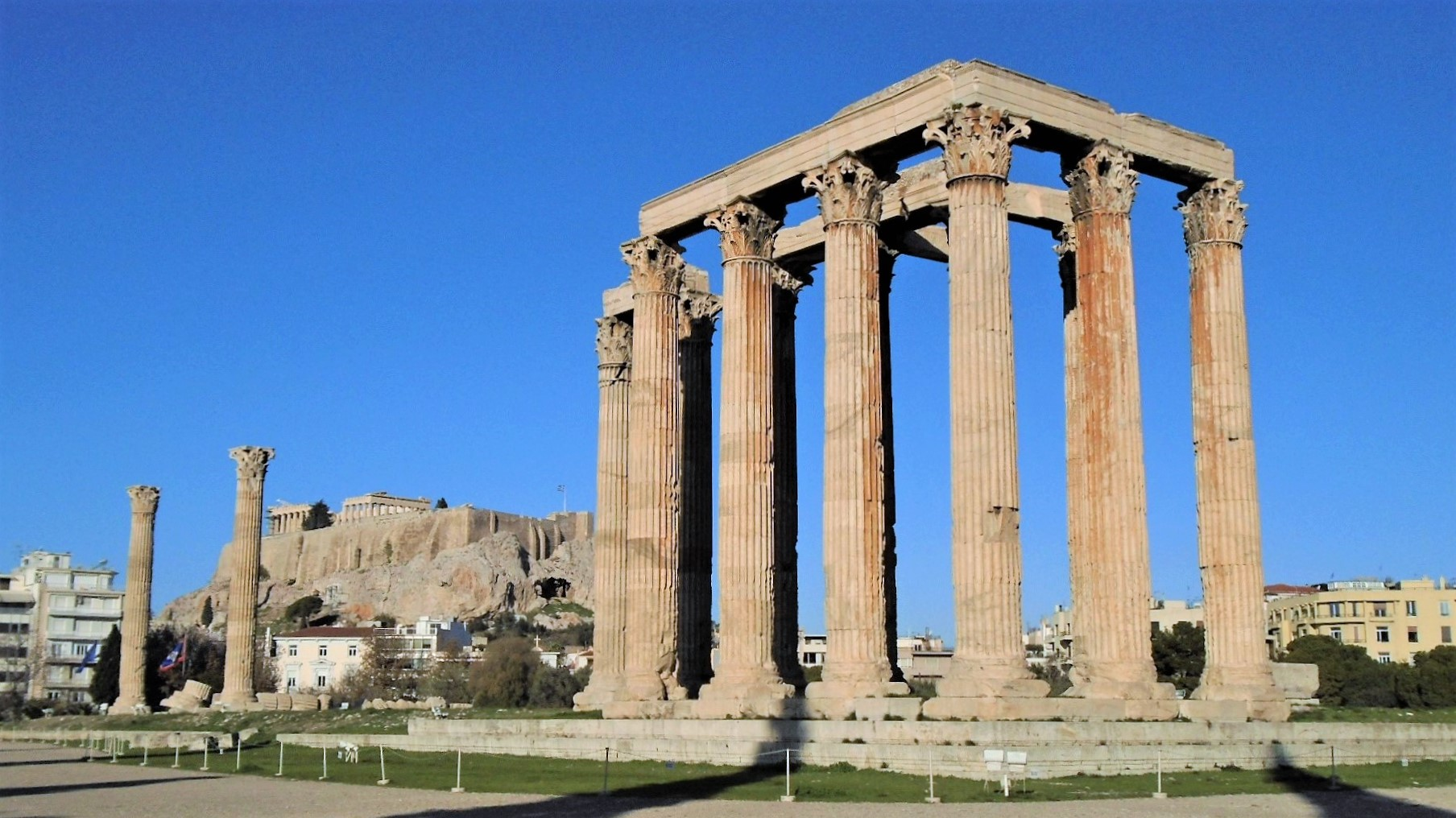
Ruínas do Templo de Zeus Olímpico atualmente, Atenas.

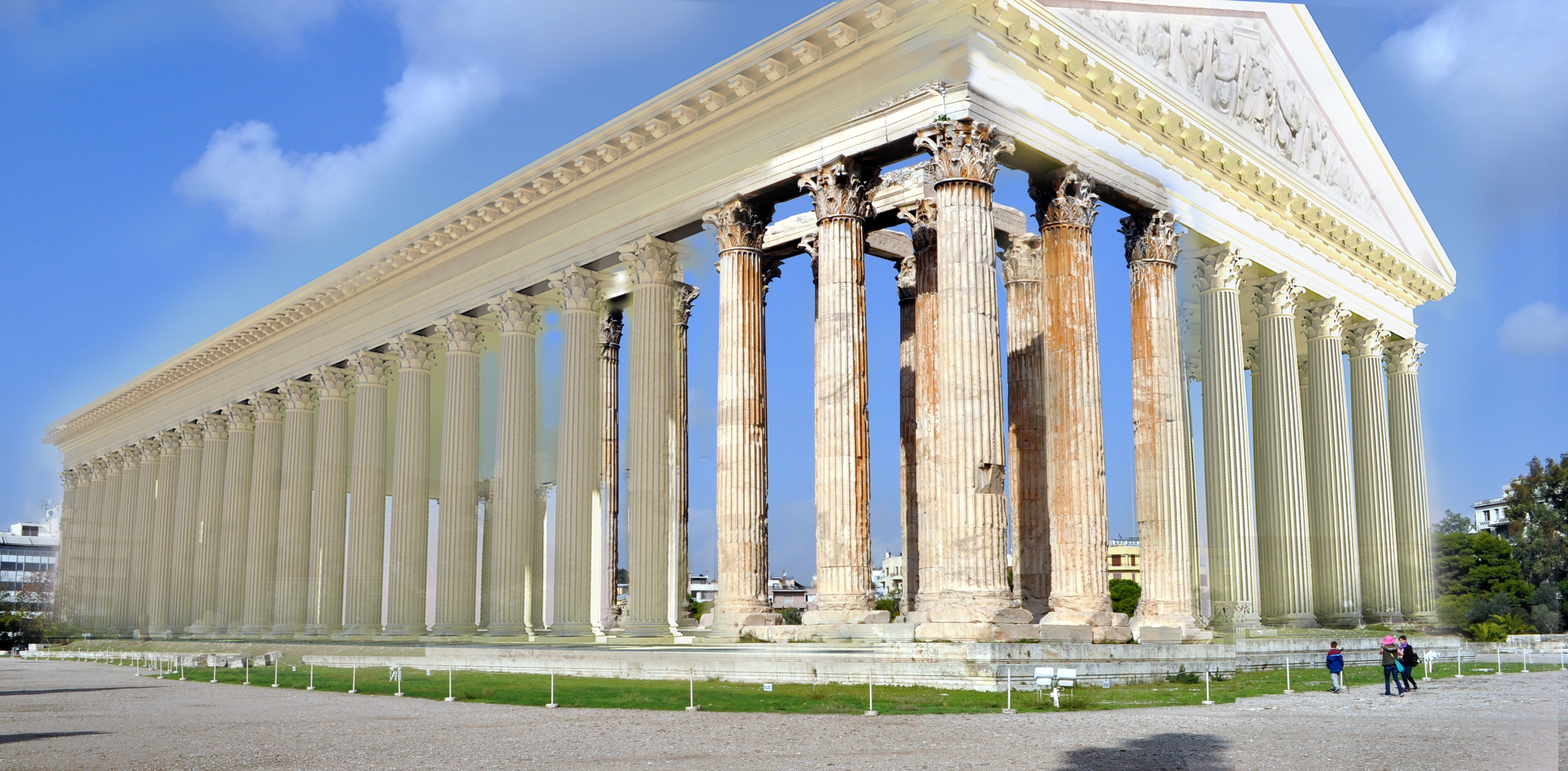
Aparência provável do templo no ano 129.

O templo de Zeus Olímpico, também conhecido como Olimpeu (em grego: Ολυμπείων; romaniz.: Olympeion; em latim: Olympeum), é a ruína monumental de um antigo templo dedicado a Zeus em sua qualidade de rei dos deuses do Olimpo. Está localizado no centro de Atenas, na Grécia. Sua construção começou no século VI a.C. e só foi concluída no reinado de Adriano. Em seu apogeu foi um dos maiores e mais famosos templos gregos.

## História
Desde a pré-história o local era usado para culto de deidades ctônicas e heróis. O primeiro templo erguido no local se deve ao tirano Pisístrato, datando de c. 550 a.C. Logo depois da morte de Pisístrato seus filhos Hípias e Hiparco o demoliram para dar lugar a uma construção maior, projetada por Antístates, Calescro, Antimáquides e Porino. Tinha um estilo dórico e se elevava sobre um pódio de 41 m x 108 m, com uma série dupla de colunas na frente e nos fundos, e uma série simples nos lados. Com a abolição da tirania o trabalho foi interrompido, ainda incompleto. Durante o período da democracia nada se fez nele, e Aristóteles, em sua Política, dava o templo como um exemplo de como os tiranos mantinham a população ocupada com obras monumentais a fim de que não tivesse tempo ou energia para rebeliões.
Somente em 174 a.C. a construção foi retomada, por ordem de Antíoco IV Epifânio, que se considerava uma encarnação de Zeus. O arquiteto Décimo Cossúcio alterou o projeto e acrescentou uma série de colunas na frente e nos fundos e uma outra nos lados, perfazendo um total de 104 colunas de 17 m de altura e 2 m de diâmetro. O seu estilo foi igualmente alterado para o jônico, e em vez do calcário foi adotado o custoso mármore pentélico. Com a morte do rei o projeto foi mais uma vez abandonado.

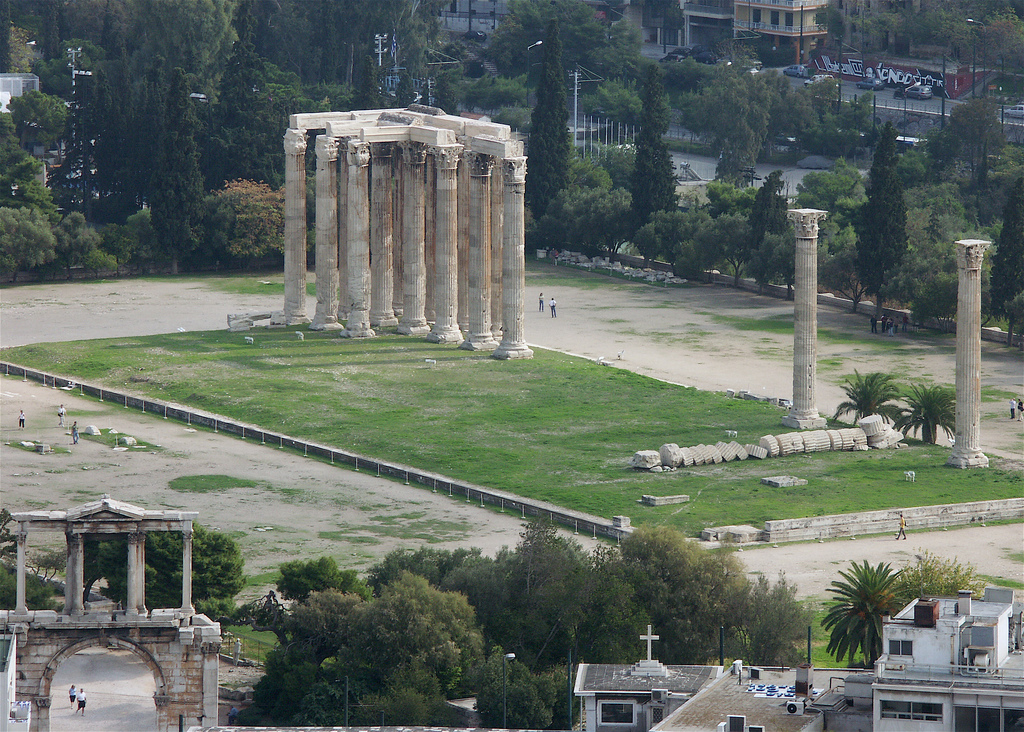
Outro ângulo.

No saque de Atenas por Lúcio Cornélio Sula em 86 a.C. a construção foi espoliada, e algumas de suas colunas acabaram sendo usadas no templo de Júpiter Capitolino, em Roma. Augusto tentou terminar a obra, mas somente Adriano o conseguiria. Ele acrescentou um prescinto, uma enorme estátua de ouro e marfim de Zeus, e o adornou de estátuas de deuses e personificações das províncias romanas. Em gratidão o povo de Atenas ergueu uma estátua colossal do imperador atrás do templo, que foi consagrado em 132, ocasião em que Adriano adotou o título de Panhellenios (de todos os gregos).
Novamente o templo sofreu no saque de Atenas de 267, promovido pelos hérulos. Possivelmente não foi restaurado depois disso, mas de qualquer forma foi desativado com a supressão do paganismo em 425 por Teodósio II, que usou parte do material para erguer uma basílica cristã nas proximidades. Desde então o templo foi sistematicamente depredado para retirada de mármore para outras edificações em Atenas, e quando Ciríaco de Ancona o visitou em 1436 só encontrou 21 das 104 colunas originais. Uma outra coluna desapareceu durante o governo turco de Tzisdaracis, que usou o mármore para decoração da uma mesquita em Monastiraki. Hoje restam 15 colunas em pé, e uma outra caída ao solo. Nada restou da cela e da decoração, nem da estatuária.
Em 21 de janeiro de 2007 o templo foi pela primeira vez desde a antiguidade usado como local de culto, quando foi realizada ali uma cerimônia neopagã pelo grupo Ellinais.

### O sítio arqueológico do Olimpeu
O sítio arqueológico do templo foi escavado entre 1889 e 1896 por Francis Penrose, e novamente por Gabriel Weltet (1922) e Ioannes Travlos (anos 60). Recentemente o Terceiro Eforado de Antiguidades Pré-históricas e Clássicas, órgão responsável pela administração arqueológica local, unificou a área do templo com outras ruínas localizadas nas proximidades, e hoje o sítio do Olimpeu inclui o templo de Zeus propriamente dito, o templo de Apolo Delfínio, o pequeno templo de Reia e Cronos, termas romanas, residências clássicas, uma basílica do século V e parte dos antigos muros da cidade. O famoso Arco de Adriano está localizado imediatamente ao lado.